# Canton de Cadalen
Le canton de Cadalen est une ancienne division administrative française, située dans le département du Tarn en région Midi-Pyrénées.

## Géographie
Ce canton était organisé autour de Cadalen dans l'arrondissement d'Albi. Son altitude variait de 153 m pour Florentin à 325 m pour Cadalen, avec une moyenne de 226 m.

## Histoire
Le canton est supprimé par le décret du 17 février 2014 qui entre en vigueur lors des élections départementales de mars 2015. Il est englobé dans le canton des Deux Rives.

## Représentation

### Conseillers généraux de 1833 à 2015
| Période | Période      | Identité                                        | Étiquette    | Qualité                                                                         |
| ------- | ------------ | ----------------------------------------------- | ------------ | ------------------------------------------------------------------------------- |
| 1833    | 1836         | Eugène Dussap (1800-1853)                       |              | Avocat, propriétaire, maire de Florentin                                        |
| 1836    | 1858         | Jean Ferrasse                                   |              | Notaire, maire de Lasgraïsses                                                   |
| 1858    | 1864 (décès) | Victor Ferrasse (1780-1864) (fils du précédent) |              | Notaire, maire de Lasgraïsses (1825-1831 et 1846-1864)                          |
| 1865    | 1870         | Françoix-Xavier Cahuzac                         |              | Notaire Adjoint au Maire d'Albi Ancien Maire de Cadalen (1848-1854)             |
| 1870    | 1871         | Louis Fabre                                     |              | Docteur-médecin à Cadalen                                                       |
| 1871    | 1875         | François-Xavier Cahuzac                         |              | Notaire à Albi                                                                  |
| 1875    | 1898 (décès) | Sylvain Falguière                               | Républicain  | Notaire - Maire de Cadalen (1876-1888)                                          |
| 1898    | 1901         | Hippolyte Pezous père                           | Rad.         | Expert-géomètre, maire de Técou (1898-1919), conseiller d'arrondissement        |
| 1901    | 1907         | Henri Falguière (fils de S.Falguière)           | Rad.         | Notaire - Maire de Cadalen (1890-1898, 1900-1904))                              |
| 1907    | 1913         | Eugène Cabrol                                   | Républicain  | Notaire à Cadalen                                                               |
| 1913    | 1919         | Hippolyte Pezous fils                           | Rad.         | Expert-géomètre Maire de Técou (1904-1921)                                      |
| 1919    | 1940         | Achille Cavaillès                               | Rad.         | Médecin à Cadalen Nommé conseiller départemental en 1942                        |
|         |              |                                                 |              |                                                                                 |
| 1945    | 1970         | Flavien Malet                                   | MRP puis DVD | Propriétaire Maire de Lasgraisses (1935-1965) Suppléant du député Henri Yrissou |
| 1970    | 1982         | René Alquier                                    | DVG puis MRG | Agriculteur - Maire de Lasgraisses (1965-1983)                                  |
| 1982    | 2001         | Henri Pagès                                     | PS           | Agriculteur - Maire de Cadalen (1980-1995)                                      |
| 2001    | 2015         | Jean Gasc                                       | PS           | Professeur retraité,maire de Fénols (1977-2008)                                 |

### Conseillers d'arrondissement (de 1833 à 1940)
Le canton de Cadalen appartenait à l'arrondissement de Gaillac jusqu'à sa disparition en 1926.
| Période                                  | Période      | Identité                       | Étiquette                | Qualité |
| ---------------------------------------- | ------------ | ------------------------------ | ------------------------ | --- |
| 1833                                     | 18..         | Jean Chrysostome Cahuzac       |                          | Notaire, maire de Cadalen, juge de paix                                                                     |
|                                          |              |                                |                          | |
| 1883                                     | 1889 (décès) | Joseph-Denis Defos             | Républicain              | Expert-géomètre à Faget, suppléant du juge de paix de Cadalen                                               |
| mars 1889                                | 1898         | Hippolyte Pezous père          | Républicain progressiste | Expert-géomètre, suppléant du juge de paix, maire de Técou (1888-1904)                                      |
| 1898                                     |              | Jean-Antoine-Marcellin Cathala |                          | Greffier à Cadalen                                                                                          |
|                                          |              |                                |                          | |
| 1922                                     | 1928         | M. Salièges                    | SFIO                     | |
| 1928                                     | 1940         | François-Casimir Villeneuve    | Radical                  | Propriétaire à Cadalen, greffier de la justice de paix                                                      |
| 1940                                     |              |                                |                          | Les conseils d'arrondissement ont été suspendus par la loi du 12 octobre 1940 et n'ont jamais été réactivés |
| Les données manquantes sont à compléter. |              |                                |                          | |

## Composition
Le canton de Cadalen comprenait sept communes et comptait 4 769 habitants, selon la population municipale au 1er janvier 2012.
| Communes           | Population (2012) | Code postal | Code Insee |
| ------------------ | ----------------- | ----------- | ---------- |
| Aussac             | 276               | 81600       | 81020      |
| Cadalen            | 1 492             | 81600       | 81046      |
| Fénols             | 228               | 81600       | 81090      |
| Florentin          | 674               | 81150       | 81093      |
| Labessière-Candeil | 728               | 81300       | 81117      |
| Lasgraisses        | 436               | 81300       | 81138      |
| Técou              | 935               | 81600       | 81294      |

## Démographie
| 1962  | 1968  | 1975  | 1982  | 1990  | 1999  | 2006  | 2012  |
| ----- | ----- | ----- | ----- | ----- | ----- | ----- | ----- |
| 3 222 | 3 354 | 3 144 | 3 377 | 3 646 | 3 841 | 4 299 | 4 769 |